# Piper espejuelanum
Piper espejuelanum är en pepparväxtart som beskrevs av C. Dc.. Piper espejuelanum ingår i släktet Piper och familjen pepparväxter. Inga underarter finns listade i Catalogue of Life.